# Asa subclavia
El asa subclavia ([TA]: ansa subclavia), también llamada asa de Vieussens por el anatomista Raymond Vieussens, corresponde a una anastomosis entre los ganglios simpáticos, cervical medio y cervical inferior. Esta anastomosis hace un giro bajo la arteria subclavia a nivel de la emergencia del tronco tirocervical. 
- Datos: Q2888202